# Palomeras Sureste
Palomeras Sureste es un barrio en el distrito de Puente de Vallecas, en la ciudad española de Madrid. Contaba con una población de 42 296 habitantes en 2014.
Lo delimitan: al norte la Autovía del Este, al este la Avenida de la Democracia, al sur el ferrocarril, al oeste la Avenida de Buenos Aires, y al noroeste la Avenida Pablo Neruda.
El barrio se nutre de la amplia y extensa Avenida de la Albufera, que conecta el barrio de Puente de Vallecas con Villa de Vallecas, albergando numerosas líneas de autobuses de la Empresa Municipal de Transportes de Madrid.
La línea 1 del metro de Madrid da servicio al barrio con la estación de Miguel Hernández.